# Керамкомбинат
Керамкомбинат — посёлок в Искитимском районе Новосибирской области.
Посёлок расположен в 80 километрах к югу от Новосибирска.

Остановочная платформа «Линёво» на железнодорожной ветке Новосибирск — Барнаул.

## Население
| 1996  | 2002  | 2007  | 2010  | 2012  | 2013  | 2014  |
| ----- | ----- | ----- | ----- | ----- | ----- | ----- |
| 2021  | ↘1738 | ↗2005 | ↘1776 | ↗1815 | ↗1884 | ↘1855 |
| 2015  | 2016  | 2017  | 2018  | 2019  | 2020  | 2021  |
| ↗1860 | ↘1854 | ↗1860 | ↘1824 | ↘1818 | ↘1806 | ↘1788 |

## Экономика
Ранее основным предприятием, расположенным в посёлке, являлся «Линёвский комбинат строительных материалов». Ещё работал Кирзавод, обанкротившийся в середине 90-х годов.
В 1990-х годах завод был признан банкротом и практически разрушен. 
В настоящее время на его месте построен и функционирует завод компании "МеталлПрофиль"

## Образование
В посёлке действует МОУ п. Керамкомбинат (ранее средняя школа № 2), в которой обучаются дети, проживающие в посёлке Керамкомбинат и деревне Евсино.